# Belba aurata
Belba aurata är en kvalsterart som beskrevs av Kulijev 1967. Belba aurata ingår i släktet Belba och familjen Damaeidae. Inga underarter finns listade.